# Hildesheimse Stiftsoorlog
De Hildesheimse Stiftsoorlog (Duits: Hildesheimer Stiftsfehde) was een oorlog die tussen 1519 en 1523 werd uitgevochten tussen de prins-bisschop van Hildesheim en de hertogen van Brunswijk-Wolfenbüttel en Brunswijk-Calenberg. De oorlog begon als een lokaal conflict tussen prins-bisschop Johan IV van Saksen-Lauenburg en de adel van het prinsbisdom over de pogingen van de bisschop om een aantal verpande gebieden terug te kopen. Vervolgens raakten ook de naburige vorstendommen bij het conflict betrokken.  Tijdens deze oorlog was met name de stad Peine en het daar vlakbij gelegen kasteel in het geding. Peine werd gedurende de gevechten ten minste drie maal aangevallen en twee keer in brand gestoken, maar bleef , o.a. door het behoud van het kasteel, Hildesheims.
In 1523 werd de oorlog met het Verdrag van Quedlinburg beëindigd, waarin de bisschop het grootste deel (het Große Stift, zie kaartje op de Duitse Wikipedia) van zijn gebieden aan de hertogen van Brunswijk-Wolfenbüttel en Brunswijk-Calenberg moest afstaan. Het Kleine Stift, met o.a. de stad Peine, bleef bij de Hildesheimers.